# Ptiliodes insignis
Ptiliodes insignis är en skalbaggsart som beskrevs av Scott 1908. Ptiliodes insignis ingår i släktet Ptiliodes och familjen fjädervingar. Inga underarter finns listade i Catalogue of Life.